# Lombardei-Rundfahrt 1965
Die Lombardei-Rundfahrt 1965 war die 59. Austragung des italienischen Eintagesrennens Lombardei-Rundfahrt. Sieger wurde Tom Simpson.

## Rennverlauf
116 Radrennfahrer waren am Start in Mailand. Rudi Altig konnte nicht starten, da sein Flugzeug wegen Nebels nicht landen konnte. Die Strecke war 266 Kilometer lang. Zur Hälfte des Rennens initiierte Simpson eine Spitzengruppe von zwölf Fahrern. 15 Kilometer vor dem Ziel lag Simpson allein in Front und gewann als Solist. 37 Fahrer erreichten das Ziel in Como. Von den Mitfavoriten wurde Rolf Wolfshohl 13.

## Ergebnis
| Rang | Fahrer            | Team                      | Zeit           |
| ---- | ----------------- | ------------------------- | -------------- |
| 1.   | Tom Simpson       | Peugeot-Michelin-BP       | 6:47:00 h      |
| 2.   | Gerben Karstens   | Televizier                | + 3:11 Minuten |
| 3.   | Jean Stablinski   | Ford France-Gitane-Dunlop | gl. Zeit       |
| 4.   | Franco Bitossi    | Filotex                   | gl. Zeit       |
| 5.   | Gianni Motta      | Molteni                   | gl. Zeit       |
| 6.   | Raymond Poulidor  | Mercier-Hutchinson-BP     | gl. Zeit       |
| 7.   | Michele Dancelli  | Molteni                   | + 3:11 Minuten |
| 8.   | Jacques Anquetil  | Ford France-Gitane-Dunlop | gl. Zeit       |
| 9.   | Marcello Mugnaini | Maino                     | gl. Zeit       |
| 10.  | Willy Monty       | Pelforth-Sauvage-Lejeune  | gl. Zeit       |